# 杰宝大王
杰宝大王是一家總部位於中華人民共和國上海市嘉定區的電動自行車和保險櫃生產企業。

## 歷史
1993年，上海大众员工顾杰创办杰宝大王。杰宝大王起先以保險箱為主業，2002年3月開始涉足電動自行車行業，初期以上海市場為目標。2002年11月，業務開始向江蘇蘇州擴展。不過杰宝大王的電動自行車多次被曝光有質量問題。